# Polygrapha suprema
Espèce
Synonymes
- Anaea suprema Schaus, 1920[2]

Polygrapha suprema est une espèce d'insectes lépidoptères (papillons) de la famille des Nymphalidae et de la sous-famille des Charaxinae et du genre Polygrapha.

## Systématique
L'espèce Polygrapha suprema a été décrite par William Schaus en 1920 sous le nom initial d’Anaea suprema,.

## Description
Polygrapha suprema est un papillon aux ailes antérieures à apex pointu et courbé et bord externe très concave. Son envergure est d'environ 65 mm pour le mâle et de 74 mm pour la femelle.
Le dessus des ailes est de couleur violet foncé avec aux ailes antérieures une bande rose ou rouge de la base à l'apex et aux ailes postérieures une bordure marginale rose ou rouge.
Le revers est beige à marron clair et simule une feuille morte.

## Écologie et distribution
Polygrapha suprema est présent au Brésil.

### Protection
Pas de statut de protection particulier.

## Publication originale
- (en) William Schaus, « Descriptions of new American butterflies », Proceedings of the United States National Museum, Washington, Inconnu, vol. 24, no 1262,‎ 1902, p. 383–460 (ISSN 0096-3801 et 2377-6560, OCLC 1259735, DOI 10.5479/SI.00963801.1262.383, lire en ligne).